# Fritz Lambert

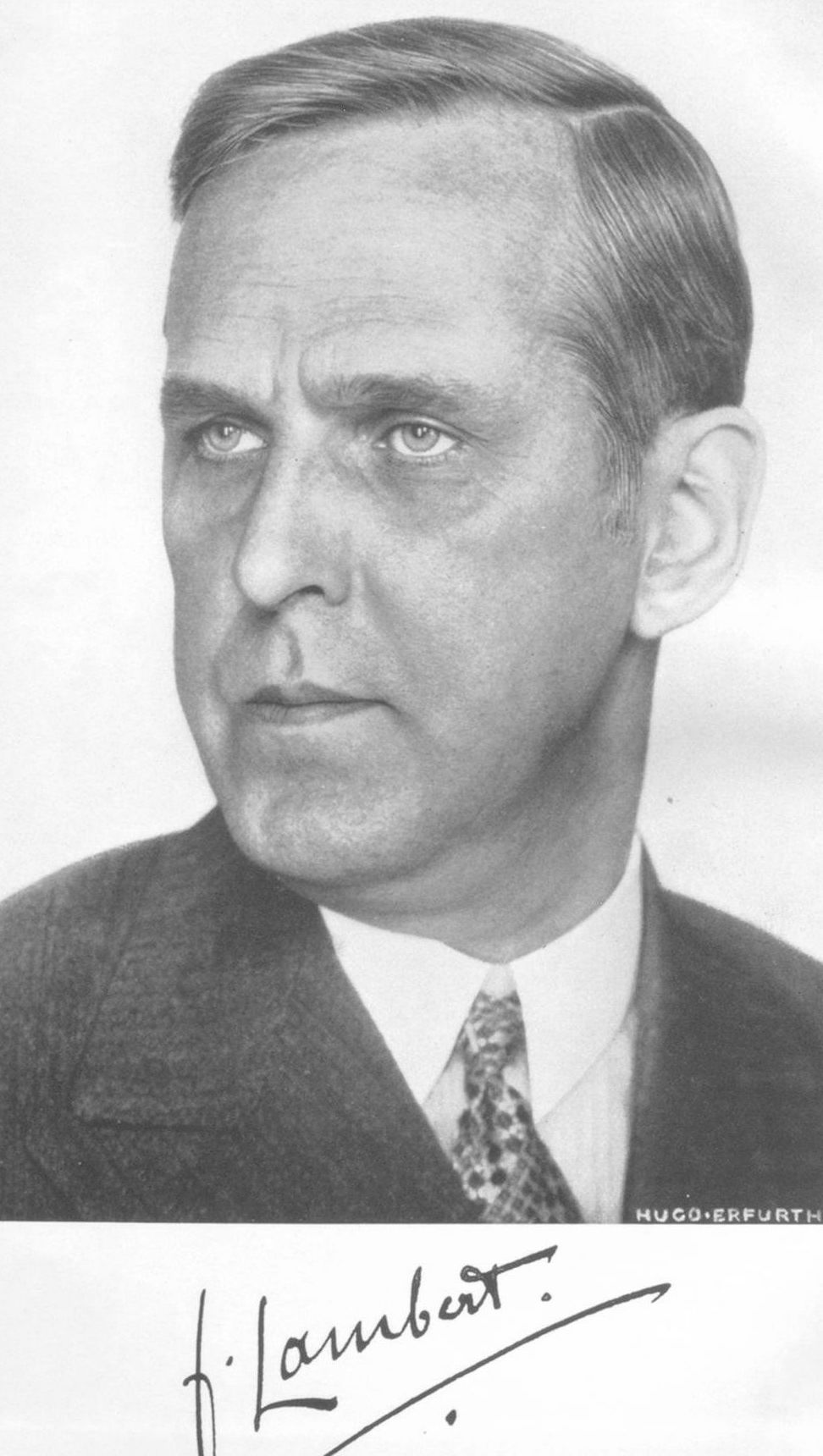
Fritz Lambert, fotografiert von Hugo Erfurth, um 1932

(L. Friedrich) Fritz Lambert (* 1. März 1882 in Woerden, Niederlande; † 23. Oktober 1952 in Radebeul; eigentlich Luis Frédèric Lambert) war ab den 1920er Jahren ein Psychotherapeut der Autosuggestiven Krankheitsbekämpfung und Meisterschüler von Émile Coué. Kurz nach dem Tod seines Vaters, des Hoffotografen Gustav Richard Lambert, 1907 führte Lambert als dessen Nachfolger das Dresdner Fotografenatelier in der Seestraße 21.

## Leben und Wirken
Lambert, der sich ab Anfang der 1920er Jahre intensiv mit den Lehren des französischen Apothekers und Begründers der modernen, bewussten Autosuggestion Émile Coué (1857–1926) auseinandersetzte, ließ sich 1924 in Radebeul nieder, nach dem Tod seiner Mutter im vorangegangenen Jahr. Dort, am Ruhesitz seines Vaters, des königlichen Hoffotografen Gustav Richard Lambert, praktizierte Lambert ab 1927 als Psychotherapeut nach der Methode von Coué. 
1930 gründete er in seinem Elternhaus (Hölderlinstraße 4) das Lambert-Coué-Institut, das als Lambert-Coué-Gesellschaft 1933 in das Vereinsregister eingetragen wurde. Über das Institut gab Lambert ab 1930 die Monatszeitschrift Coué's Weg zur Gesundheit heraus, die ab 1933 als Wege zum Erfolg und Wohlergehen bis 1941 erschien. 1932 gab Lambert das Buch Autosuggestive Krankheitsbekämpfung heraus.
Mitte der 1930er Jahre hatte die Gesellschaft als ein Vertreter der „volkskundlichen Laienverbände“ mehr als 10.000 Mitglieder und wirkte unter anderem durch die Veranstaltung der sogenannten Lambert-Coué-Gedankenkurse. In diesen lehrte Lambert die von Coué begründete und von ihm weiterentwickelte Technik der Selbstbemeisterung. Ziel war die bewusste Verstärkung von optimistischen Lebenseinstellungen durch regelmäßiges Training.
1935 verlegte Lambert den Hauptsitz der Gesellschaft in das Haus Lambert (Weberstraße 6) im Radebeuler Stadtteil Oberlößnitz, 600 Meter Luftlinie entfernt vom Bilz-Sanatorium. Neben zahlreichen Zweigvereinen in sächsischen Städten gab es solche auch in Berlin und Breslau. Im gleichen Jahr wurde die Gesellschaft, wie zahlreiche andere auch, um den Preis der Gleichschaltung durch die nationalsozialistische Reichsarbeitsgemeinschaft der Verbände für naturgemäße Lebens- und Heilweise gefördert. Anfang der 1940er Jahre kam die Arbeit von Lamberts Gesellschaft zum Erliegen.
Lambert selbst gab 1939 noch die „5. vergrößerte und verbesserte Auflage“ seiner Autosuggestiven Krankheitsbekämpfung heraus. 2007 erschien das Standardwerk zur Autosuggestion in der 15. Auflage.
Fritz Lambert wurde, wie seine Eltern, auf dem Friedhof Radebeul-Ost beerdigt.
Eine Arbeitsgruppe des Radebeuler Bilz-Bunds für Naturheilkunde widmet sich seit Ende der 1990er Jahre der Pflege der Methode von Émile Coué und Fritz Lambert.

## Schriften
- Autosuggestive Krankheitsbekämpfung. Lambert-Coué-Institut, Radebeul-Dresden 1932.
- Autosuggestive Krankheitsbekämpfung. Allgemeinverständliche Darstellung der Suggestion als Waffe im Lebenskampf. 15. Auflage. Schwabe, Basel 2007. ISBN 978-3796506291.
- Coué, Emile; Lambert, Fritz; Leon, Emile; Simonfalvy, Tamás: Elméd gyógyító hatalma: önszugesztió és szuggesztió; magyar különkiadás a Coué-metodika válogatott szakirodalma, valamint a Die Selbstbemeisterung durch bewußte Autosuggestion c. kötet törzsanyaga alapján. Emil Coué Magyarország Pozitív Gondolkodásért Egyesület, Veszprém 1993. ISBN 963-04-2808-3.
- als Herausgeber: Wege zum Erfolg und Wohlergehen: Nachrichten der Lambert-Coué-Gesellschaft. Lambert-Coué-Institut, Radebeul-Dresden 1933–1941 (Periodical).